# 콜카타 나이트 라이더스

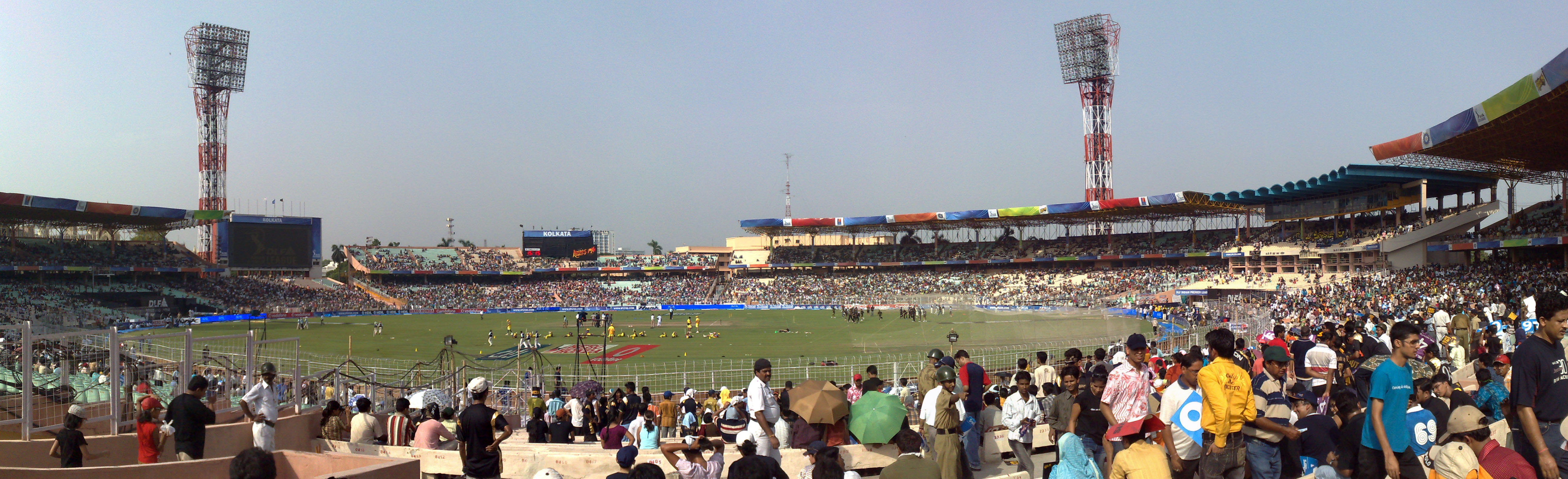

콜카타 나이트 라이더스(Kolkata Knight Riders, KKR)은 2008년 창단된 인도 IPL의 프로 크리켓팀이다. 인도 콜카타를 연고로 하고 있으며 홈구장은 에덴 가든이다.